# Võ Tánh
Võ Tánh (chữ Hán: 武性; 1768 – 1801) là một vị tướng của chúa Nguyễn.
Võ Tánh có công giúp chúa Nguyễn Ánh chống nhà Tây Sơn và mất trước khi nhà Nguyễn chính thức thành lập. Đương thời, ông được xếp cùng với Đỗ Thanh Nhơn và Châu Văn Tiếp là Gia Định tam hùng.

## Thân thế và sự nghiệp
Võ Tánh sinh tại huyện Phước An, tỉnh Biên Hòa (nay thuộc tỉnh Bà Rịa – Vũng Tàu), sau dời về huyện Bình Dương, Gia Định.
Vì không chịu thần phục nhà Tây Sơn, từ năm 1783 đến năm 1788, ông cùng với người anh là Võ Nhàn tập hợp lực lượng nổi dậy tại thôn Vườn Trầu (Hóc Môn), tự xưng là Nghĩa quân Kiến Hòa (sử gọi là Kiến Hòa Đạo), giương ngọn cờ Khổng Tước Nguyên Võ (Khổng Tước Nguyên là tên chữ của Gò Công), rồi kéo quân chiếm giữ cả vùng Gò Công, đắp thành Vạn Thắng để chiến đấu chống Tây Sơn.

### Theo chúa Nguyễn
Năm 1788, nhận lời mời của chúa Nguyễn Phúc Ánh, ông đến Nước Xoáy (Sa Đéc) hội binh, được phong là Khâm sai Chưởng Cơ Tiên Phong Doanh được chúa gả cho em gái là Ngọc Du.
Năm 1790, Võ Tánh tiến đánh thành Diên Khánh chiếm được phủ thành, đánh bại tướng Tây Sơn là Đào Văn Hồ.
Năm 1793, Võ Tánh được thăng chức Khâm sai Quản Soái Hậu Quân Doanh, Bình Tây Tham Thắng Tướng Quân Hộ Giá. Khi trấn thủ thành Diên Khánh, Võ Tánh dùng mưu đuổi quân Tây Sơn do Trần Quang Diệu đến vây thành vào năm 1794. Sau đó ông được phong tước Quận Công kiêm lãnh chức Đại tướng Quân.
Năm 1797, ông theo Nguyễn Phúc Ánh ra đánh Quảng Nam. Thừa thắng, ông vượt qua sông Mỹ Khê (Quảng Ngãi) đánh bại Đô đốc Tây Sơn Nguyễn Văn Giáp.
Năm 1799, ông lại theo chúa Nguyễn tiến đánh Quy Nhơn. Vào cửa biển Thị Nại, Võ Tánh và Chưởng Hữu Quân Nguyễn Huỳnh Đức đánh thắng quân Tây Sơn tại Thị Giả, rồi giết được Đô đốc Tây Sơn Nguyễn Thiệt tại cầu Tân An. Đô Đốc Lê Chất xin hàng, xin làm thuộc tướng của Võ Tánh. Ông chặn đánh quân của Thái phó Tây Sơn là Lê Văn Đang tại làng Kha Đạo, bắt được 6.000 quân Tây Sơn và 50 thớt voi. Các tướng Tây Sơn là Lê Văn Thanh và Nguyễn Đại Phát phải mở cửa thành Quy Nhơn xin hàng. Thành Quy Nhơn được đổi tên là thành Bình Định (kinh đô Chà Bàn cũ của người Chăm).

### Tuẫn tiết

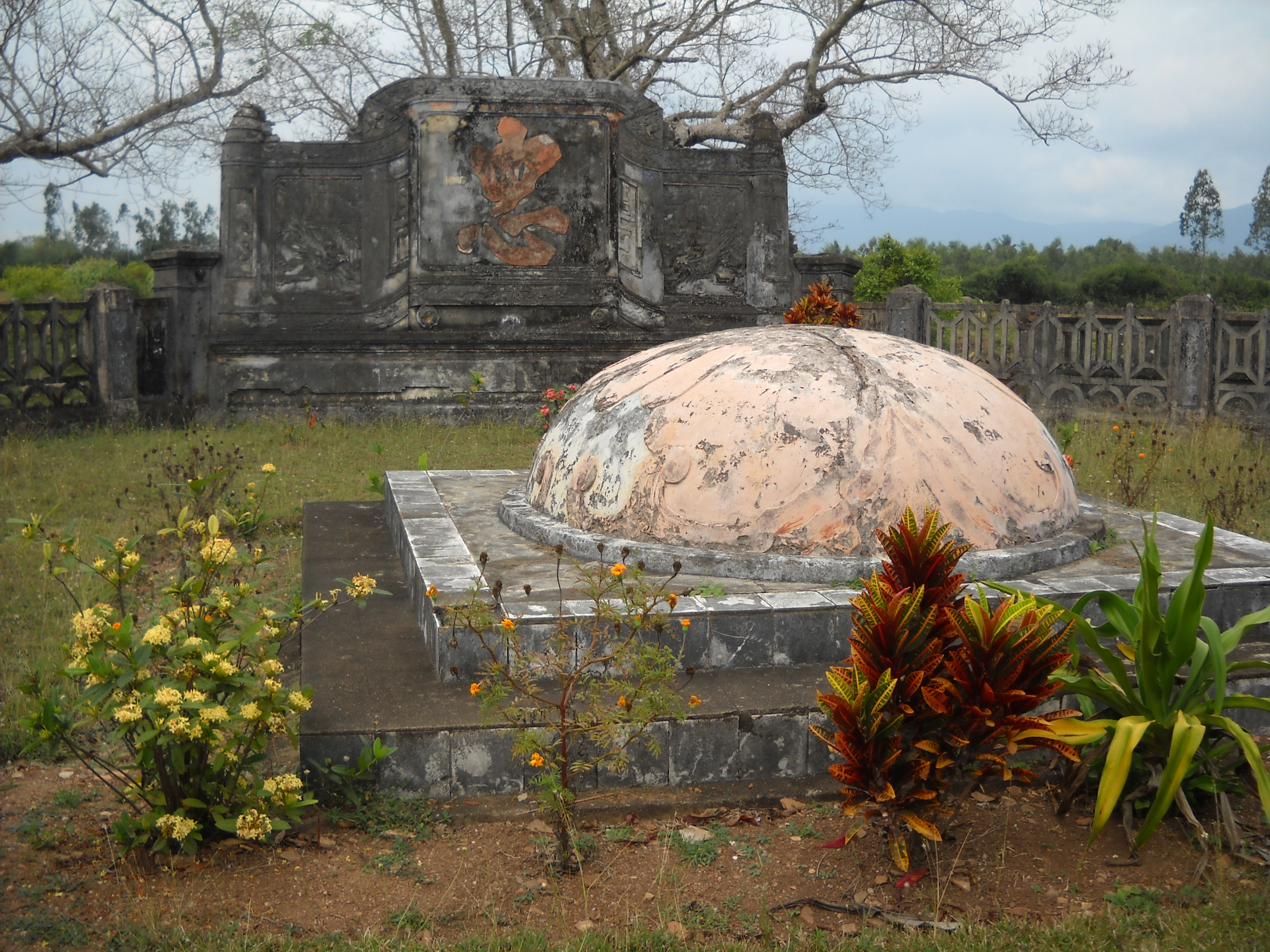
Lăng Võ Tánh trong di tích thành Hoàng Đế.

Năm 1801, khi đại quân chúa Nguyễn rút về Gia Định, thành Bình Định được giao cho Võ Tánh và Lễ bộ tham tri Ngô Tùng Châu trấn giữ. Thành Bình Định ngay sau đó bị đại quân Tây Sơn, dưới quyền chỉ huy của Thái phó Trần Quang Diệu và tướng Võ Văn Dũng đến bao vây. Trần Quang Diệu sai đắp lũy chung quanh thành và chia quân vây bốn mặt, Võ Văn Dũng thì đôn đốc thủy quân phòng giữ cửa Thị Nại. Cuộc bao vây kéo dài đến 14 tháng.
Cũng trong năm này, Nguyễn Ánh cùng Lê Văn Duyệt và Võ Di Nguy đem đại binh ra tìm cách giải vây cho Bình Định, đại thắng thủy quân Tây Sơn tại Thị Nại. Đây là trận thủy chiến lớn nhất của cuộc chiến tranh Nguyễn-Tây Sơn. Tuy quân Nguyễn thắng trận, tiêu diệt thủy quân Tây Sơn, nhưng không giải vây được trên bộ, thành Bình Định vẫn bị quân Tây Sơn vây chặt.
Võ Tánh và Ngô Tùng Châu sai người lén đem mật thư ra cho Nguyễn Phúc Ánh khuyên ông kéo quân ra đánh Phú Xuân, để ông cùng Ngô Tùng Châu cố giữ thành cầm chân quân Tây Sơn. Chúa Nguyễn nghe theo, và tháng 5 năm Tân Dậu (1801) đánh lấy được Phú Xuân.
Trần Quang Diệu và Võ Văn Dũng nghe tin Phú Xuân thất thủ, liền sai tướng đem quân ra cứu. Quân ra tới Quảng Nam thì bị chặn đường phải trở lui. Trần Quang Diệu nổi giận đốc quân đánh thành luôn ngày đêm. Trong thành binh sĩ lâu ngày thiếu lương thực, có người khuyên Võ Tánh nên vượt vòng vây trốn thoát, nhưng ông cương quyết ở lại "Không thể được. Ta phụng mạng giữ thành này, nên thề với thành cùng sống chết. Nếu bỏ thành mà hèn nhát trốn lấy một mình, thì sau này còn mặt mũi nào trông thấy chúa thượng?". Ông sau đó cho người trao cho Trần Quang Diệu một bức thư, xin tha chết cho quân sĩ trong thành. Ông sai thuộc hạ lấy rơm củi chất dưới lầu Bát Giác, đổ thuốc súng vào, rồi châm ngòi tự vẫn. Tiếp theo, Ngô Tùng Châu cũng dùng thuốc độc tự vẫn. Đó là ngày 27 tháng 5 năm Tân Dậu, tức vào ngày 7 tháng 7 năm 1801.
Khi chiếm được thành, Trần Quang Diệu tỏ ra xúc động trước sự trung dũng của Võ Tánh và Ngô Tùng Châu, sai người tẩm liệm thi hài hai ông tử tế rồi chôn cất Võ Tánh theo lễ vương. Thuận theo lời yêu cầu của Võ Tánh, Diệu không giết hại hàng binh nhà Nguyễn.
Năm 1802, khi chúa Nguyễn đã chiếm được Phú Xuân, Tây Sơn lại mất Trấn Ninh, Trần Quang Diệu và Võ Văn Dũng phải bỏ thành đi theo đường thượng đạo qua Lào về cứu vua Cảnh Thịnh...

## Thương tiếc
Vua Gia Long truy tặng Võ Tánh là Dực vận công thần Thái úy Quốc công. Năm Minh Mạng thứ 12 (1831), truy phong ông là Hoài Quốc công (懷國公).
Trước cái chết anh dũng của Võ Tánh, người dân Bình Định đã lưu truyền câu hát dưới đây:
Ngó lên ngọn tháp Cánh Tiên
Cảm thương quan Hậu thủ thiềng (thành) ba năm!
Vợ Võ Tánh là công chúa Ngọc Du, khóc ông bằng bài thơ:
Những tưởng ra tay giúp nước nhà
Ai dè bình địa nổi phong ba.
Xót người vị quốc liều thân ngọc,
Khiến thiếp cô phòng ủ mặt hoa.
Gối mộng mơ màng duyên nợ cũ,
Đài mây xiêu lạc phách hồn xa.
Lửa trung đốt đỏ gương hào kiệt,
Nóng ruột thuyền quyên giọt lệ sa!

## Lăng mộ
Mộ Võ Tánh nằm trong nội cung thành Hoàng Đế của Nguyễn Nhạc, cũng là thành Đồ Bàn của vua Chăm. Mộ hình tròn trên có đắp biểu tượng một con dơi, nằm kề bên mộ Ngô Tùng Châu hình chữ nhật (đã được cải táng về Phù Cát). Theo Vương Hồng Sển, thì thi hài Võ Tánh đã bị cháy hết. Sau, vua Gia Long sai lập một mộ nữa cho ông ở Phú Nhuận (nay tọa lạc tại hẻm số 19 đường Hồ Văn Huê) và chôn hình nhân bằng sáp 
Tại đầu ấp Gò Tre, xã Long Thuận, thị xã Gò Công, hiện có ngôi đền thờ Võ Tánh mang tên là Võ Quốc Công Miếu.

## Đường phố
Ở Sài gòn trước năm 1975 (lúc đó gọi là Sài Gòn và Gia Định) có tới hai con đường mang tên Võ Tánh. Đường Võ Tánh của Đô thành Sài Gòn cũ hiện nay là một đoạn của đường Nguyễn Trãi (đoạn đi qua quận 1 từ Ngã sáu Phù Đổng đến đường Nguyễn Văn Cừ hiện nay (đường Cộng Hòa cũ)), còn đoạn đi qua quận 5 trước năm 1975 vẫn mang tên đường Nguyễn Trãi), còn đường Võ Tánh của tỉnh Gia Định cũ nay là đường Hoàng Văn Thụ ở quận Phú Nhuận và quận Tân Bình.
Tại Mỹ Tho vẫn còn con đường mang tên Võ Tánh nằm ở khu vục chợ Mỹ Tho (chợ Hàng Bông cũ). Ở Biên Hòa vẫn còn con đường Võ Tánh dọc theo chợ Biên Hòa cũ. Và ở Thành phố Cần Thơ đường Võ Tánh nằm ở quận Cái Răng. Tại trung tâm huyện Trà Ôn, tỉnh Vĩnh Long đường Võ Tánh cũng đã tồn tại hơn 60 năm qua.

## Gia quyến
Võ Tánh và Ngọc Du chỉ có với nhau hai con gái và một người con trai tên là Võ Khánh, làm tới chức Khinh xa đô úy. Con trai Khánh là Mỹ sau này lấy Lộc Thành công chúa Nguyễn Phúc Uyển Diễm, con gái thứ ba của vua Minh Mạng; hai người có với nhau một con gái Võ Thị, đời sau đó không thấy sử sách ghi chép gì thêm.
Nhân vật hư cấu Võ Đông Sơ, người đã gợi cảm hứng cho nhiều tác phẩm nghệ thuật dựa trên mối tình Võ Đông Sơ và Bạch Thu Hà nổi tiếng, được cho là con của ông và công chúa Ngọc Du.